# 聖山 (電影)
《聖山》（西班牙語：La montaña sagrada）是一部1973年由墨西哥导演亞歷山卓·尤杜洛斯基执导、编剧、制片、参与配乐、剪辑并主演的超现实主义电影。他还亲自担任了影片的美术设计与服装设计工作。继1970年尤杜洛斯基执导的地下电影《鼬鼠》受到约翰·列侬和乔治·哈里森的高度评价之后，《聖山》由披頭四樂隊的经纪人、ABKCO音乐与唱片公司的艾伦·克莱因投资制作。约翰·列侬与小野洋子也为影片的制作提供了资金支持。该片于1973年在坎城影展等多个国际电影节放映，在纽约与旧金山有限上映。

## 劇情
一名男子（后被称为“小偷”），象征塔罗牌中的“愚者”，躺在沙漠中，脸上布满苍蝇。他与一位没有手脚的小矮人相识，这名矮人象征“宝剑五”牌。两人一同进入城市，为游客表演来赚钱。由于小偷的外貌酷似耶稣基督，当地的一些人——一位修女和三位战士——用他的身体制作模具，贩卖所制成的十字架。后来，小偷与一名神父发生争执。小偷吃掉了自己蜡像的脸，将蜡像绑上气球升空，象征性地“吃下基督的身体”，将“自己”献给天堂。不久后，他看到人群聚集在一座高塔下，一只大钩子将一袋黄金从塔上放下，作为交换食物的手段。
小偷渴望找到黄金的源头，于是登上高塔。在那里，他遇到了一位炼金术士及其沉默的助手。两人发生冲突后，小偷在一个容器中排泄，炼金术士将其排泄物转化为黄金，宣称：“你是粪便，你可以将自己变成黄金。”小偷收下黄金，但当他看到自己在镜中的倒影时愤怒地用金块砸碎镜子。随后，炼金术士收他为徒。
炼金术士将小偷介绍给另外七个人，这些人将和他一同踏上旅程。每人象征一颗行星，展现其所代表的负面特质：金星是一位制造人造面孔的美容师；火星是一位武器制造商；木星是一位专营情色机器的百万富翁艺术品商人；土星是一位用玩具洗脑儿童的玩具制造者；天王星是一位为财务目的而推动人口减少的政治顾问；海王星是一位阉割自己下属的警察局长；冥王星则是一位极简主义建筑师。炼金术士命令他们烧毁自己的金钱与蜡像。最终，他们与炼金术士、小偷及其助手组成一组十人团队。
炼金术士带领众人进行一系列转化仪式。十人乘船前往“莲花岛”，试图从圣山上的九位不朽大师那里获得永生的秘密。抵达岛上后，他们被“万神殿酒吧”所吸引，那是一个“墓地派对”，人们放弃追寻圣山的旅程，沉溺于毒品、诗歌或体能表演之中。众人最终离开酒吧，继续攀登圣山。每人都经历了代表自己最深恐惧与执念的象征性幻象。
在接近山顶时，小偷被炼金术士送回城市，和一路追随他的年轻妓女及一只黑猩猩一同下山。其余人则与披着斗篷的“永生者”对峙，却发现他们不过是没有脸的假人。此时炼金术士打破“第四面墙”，下令：“镜头后退！”，揭示出摄像机、麦克风、灯光及工作人员就在镜头之外。他对众人以及观众说：“向圣山告别。真正的生活在等着我们。”

## 演员
- 亞歷山卓·尤杜洛斯基（Alejandro Jodorowsky） 饰 炼金术士
- 奥拉西奥·萨利纳斯（Horacio Salinas） 饰 小偷
- 拉蒙娜·桑德斯（Ramona Saunders） 饰 写满文字的女人
- 胡安·费拉拉（Juan Ferrara） 饰 冯（象征金星）
- 阿德里安娜·佩奇（Adriana Page） 饰 伊斯拉（象征火星）
- 伯特·克莱纳（Burt Kleiner） 饰 克伦（象征木星）
- 瓦莱丽·霍多罗夫斯基（Valerie Jodorowsky） 饰 赛尔（象征土星）
- 尼基·尼科尔斯（Nicky Nichols） 饰 伯格（象征天王星）
- 理查德·鲁托夫斯基（Richard Rutowsky） 饰 艾克森（象征海王星）
- 路易斯·洛梅利（Luis Lomelí） 饰 卢特（象征冥王星）
- 安娜·德·萨德（Ana de Sade） 饰 妓女
- 大卫·席尔瓦（David Silva） 饰 冯的父亲
- 巴西里奥·冈萨雷斯（Basilio González） 饰 残疾男子
- 卢皮塔·佩鲁耶罗（Lupita Peruyero） 饰 伯格的妻子
- 埃克托·奥尔特加（Héctor Ortega） 饰 毒品大师
- 康妮·德拉·莫拉（Connie de la Mora） 饰 光头女人
- 莱蒂西亚·罗夫莱斯（Leticia Robles） 饰 光头女人
- 布兰卡·桑切斯（Blanca Sánchez） 饰 拿镜子的女人

## 制作

### 灵感
本片灵感主要来自十字若望的《攀登加爾默羅山》与勒内·多马尔的《模拟山》。多马尔曾是灵性导师喬治·葛吉夫的门徒。在影片中，尤杜洛斯基透过大量迷幻视觉表现了《模拟山》的形而上精神主旨，如攀登通往炼金术士之路、聚集具备特定技能的成员、发现那座“连接天地、不可不存在”的山峰，以及在登山过程中面对各种象征性挑战等。多马尔的寓言小说尚未完稿便因病去世，而尤杜洛斯基的即兴结尾则象征性地“完成”了这部作品。

### 筹备
在正式拍摄前，尤杜洛斯基与其妻子在一位日本禅宗大师的指导下，连续七天七夜未眠。
片中主要演员在阿里卡学院的奧斯卡·伊察索指导下，进行了为期三个月的灵性训练。训练结合了禅宗、蘇非、瑜伽、卡巴拉、《易经》以及喬治·葛吉夫的教义。训练结束后，剧组成员还集体在尤杜洛斯基家中生活了一个月。拍摄于1972年初启动，全程在墨西哥按顺序完成，预算为75万美元。
伊查索还指导尤杜洛斯基服用LSD以探索灵性。他亦在拍摄“死亡—重生”场景期间给演员服用了迷幻蘑菇。

## 发行
《聖山》恰好在1973年坎城影展前夕完成，引发广泛关注与期待。为了尽量减少对白，尤杜洛斯基删去了影片中20分钟的对话内容。影片于1973年11月29日在纽约市的艺术影院韦弗利剧院首映，每周五、周六的午夜时段限定放映，持续长达16个月。影片也于1974年3月30日在洛杉矶电影节（Filmex）放映，仍被称作是“美国首映”。在部分地区，《聖山》与尤杜洛斯基1970年的电影《鼬鼠》以两片联映的形式一同上映。随着时间的推移，《聖山》逐渐发展为一部具有强烈影响力的邪典电影，在流行文化中留下了深远影响。
DVD的花絮中有一个被删减的场景：布龙蒂斯·尤杜洛斯基和一名赤裸小女孩正在观看一个由电视机构成的十字架。在导演的评论音轨中，尤杜洛斯基解释称该片段被删是因为女孩的母亲曾以儿童裸露画面涉嫌“恋童”为由威胁要提起诉讼。

## 家庭媒体
除两次在日本以严重删减版鐳射影碟形式发行外，该片在首映后的三十余年间并未进行广泛发行。2006年5月23日，《聖山》的修复版在坎城影展上放映。此后，《聖山》与《鼬鼠》一同在美国各地巡回放映。影片于2007年5月1日发行DVD版本，2011年4月26日推出藍光光碟版本。

## 评价
在影评聚合网站爛番茄上，《聖山》的好评率为85%，基于26条影评，平均评分为7.3/10。网站的评论共识写道：“这是一场视觉盛宴，象征意义丰富，《聖山》为尤杜洛斯基极具个人风格的电影作品再添一章。”在Metacritic上，11位影評人共給予了76分的分數（滿分100分），這部電影獲得了「普遍好評」。